# Tharra ciliata
Tharra ciliata är en insektsart som beskrevs av Nielson 1982. Tharra ciliata ingår i släktet Tharra och familjen dvärgstritar. Inga underarter finns listade i Catalogue of Life.